# 권민경
권민경은 1986년 미스 대구 진(眞) 출신의 대한민국 前 패션 모델이다.

## 이력
경상북도 대구에서 출생하였으며 지난날 한때 경상북도 칠곡에서 잠시 유아기를 보낸 적이 있는 그녀는 1986년 미스코리아 대구 진(眞)에 입상을 하였으며 신장은 165cm이고 체중은 43kg인 그녀는 미스 대구 진(眞) 입상을 한 이후 잠시 패션 모델로도 활동을 하였다.

## 학력
- 달성국민학교
- 경명여자중학교
- 정화여자고등학교

## 트리비아
미스코리아 대구 입상 후 모델 활동을 잠시 한 이후 그녀는 1990년 대구 출신의 변호사와 결혼하여 그와의 사이에 1남 2녀(1991년생 장녀, 1993년생 차녀, 1998년생 막내아들)를 두었고 자녀들 중 막내아들 조상우(1998년 5월 29일(26세) 대구 출생이며 아명은 조범호.) 君은 한림예고 출신인데 지난 2015년 TvN TV 프로그램 《고교10대천왕》에 10대천왕 패널 주인공 중 일원으로 출연한 전력이 있다.
그에 아울러 그녀는 프리 랜서 아나운서 출신 수필가 겸 연기자 김경화와 영화배우 겸 연기자 손예진의 정화여고 선배이기도 하고 그녀의 막내아들 조상우 君은 가수 송유빈 君, 가수 박해영 羊, 가수 김태하 羊, 연기자 신동우 君, 연기자 박종혁 君 등과 한림예고 동기이기도 하다.